# Nicholas Gotfredsen
Nicholas Gotfredsen (født 5. februar 1989) er en dansk professionel fodboldspiller.

## Karriere

### AaB
Gotfredsen skiftede til AaB fra Aarhus Fremad i sommeren 2011 og fik sin debut for klubben mod Brøndby IF den 30. oktober 2011, da Kjetil Wæhler fik rødt kort. I slutningen af januar 2013 meddelte AaB, at man ikke havde i sinde at forlænge aftalen med Gotfredsen ved dens udløb i sommeren 2013.

### Viborg FF
Den 1. februar 2013 meddelte 1. divisionsklubben Viborg FF at man havde hentet Gotfredsen til klubben på en aftale frem til sommeren 2013. Han debuterede for klubben den 24. marts 2013 i forårspremieren mod FC Hjørring, da han afløste Patrick Bang Nielsen. I sin fjerde kamp for klubben blev Gotfredsen kåret til kampens spiller af Viborg FF's sponsorer efter sin indsats i en 1-0 sejr over Brønshøj Boldklub.
I sin første halvsæson i den grønne trøje havde Gotfredsen så stor succes, at han fik 101 af 275 stemmer i en afstemning blandt brugerne på en fanhjemmeside og dermed blev kåret til forårets spiller 2013.
Efter det første halve år i klubben forlængende Gotfredsen den 21. juni 2013 sin aftale med klubben for yderligere et år gældende frem til sommeren 2014.
Den 16. juli 2015 blev han udlejet til FC Fredericia.
Den 26. maj 2016 meddelte Viborg FF, at hans kontrakt ikke ville blive forlænget.

### Hobro IK
Efter kontraktudløb i Viborg FF, skiftede han den 28. juni til Hobro IK. Her skrev han under på en etårig kontrakt. Den 14. juni 2017 blev det offentliggjort, at denne kontrakt blev forlænget med et år.
Han forlod klubben i august 2020 ved kontraktudløb.